# Sussex (Schiff, 1693)
Die Sussex war ein 80-Kanonen-Linienschiff der englischen Marine, das 1694 mit einer größeren Wertladung unterging.

## Geschichte

### Bau
Die spätere Sussex, entworfen von John Tippetts, wurde am 13. Maijul. / 23. Mai 1692greg. bestellt und auf der Marinewerft in Chatham und unter der Bauaufsicht des Schiffbaumeisters Robert Lee auf Kiel gelegt. Der Stapellauf erfolgte am 11. Apriljul. / 21. April 1693greg.. Sie war das siebte Schiff, das als Zweidecker-Linienschiff mit 80 Kanonen für die englische Marine gebaut wurde. Allerdings wurde dieses Konstruktionskonzept sehr schlecht ausgeführt. Bereits Zeitgenossen kritisierten das Design der Klasse. Deshalb wurde das Schiff nach dessen frühem Verlust auch nicht durch einen Neubau ersetzt. Die anderen 80-Kanonenschiffe des dritten Ranges (Third Rates) wurden später in der gewohnten Form als Dreidecker gebaut.

### Einsatzgeschichte
Die Sussex befand sich als Flaggschiff einer Kriegsflotte aus über 200 Schiffen auf seiner ersten größeren Fahrt, als es in der Nähe der Küste Gibraltars in einen schweren Sturm geriet und am frühen Morgen des 19. Februarjul. / 1. März 1694greg. sank. Nur zwei Besatzungsmitglieder überlebten das Unglück. Neben der Sussex gingen noch fünf andere Kriegsschiffe und sechs Handelsschiffe unter. Forschungen deuten darauf hin, dass die Sussex in geheimem Auftrag des englischen Königs Wilhelm III. eine Million Pfund Sterling an Bord hatte, um den Herzog von Savoyen während des Pfälzischen Erbfolgekrieges zu einem Feldzug gegen Ludwig XIV. von Frankreich zu bewegen.

## Schatzsucher

Mutmaßlicher Fundort der Sussex

Von 1998 bis 2001 suchte die amerikanische Firma Odyssey Marine Exploration im Auftrag Großbritanniens nach dem Wrack. Als sie fündig geworden war und die Bergung vorbereitete, untersagte Spanien im Januar 2006 alle Arbeiten. Langwierige Verhandlungen führten dazu, dass die spanische Regierung im März 2007 grünes Licht für das Unternehmen gab. Die Bedingung der Regierung ist aber, dass auch spanische Archäologen an der Bergung beteiligt werden. Das mutmaßliche Wrack der Sussex liegt in etwa 900 Metern Tiefe in spanischen Gewässern.
An Bord werden zehn Tonnen Gold (oder 100 Tonnen Silber) vermutet. Die Ladung hätte heute einen geschätzten Wert von bis zu vier Milliarden US-Dollar und wäre damit einer der wertvollsten Funde überhaupt.

## Technische Beschreibung
Die Schiff war als Batterieschiff mit zwei durchgehenden Geschützdecks konzipiert und hatte eine Länge von 47,91 Metern (Geschützdeck), eine Breite von 12,61 Metern und einen Tiefgang von 5,22 Metern. Sie war ein Rahsegler mit drei Masten (Fockmast, Großmast und Kreuzmast). Lediglich am Kreuzmast befand sich auf der untersten Position (Unterbesansegel) ein Lateinersegel. Auf der Spitze des Bugspriets war zudem noch eine Mars und ein weiterer kleiner Mast, der Sprietmast angebracht, an dem ebenfalls noch ein kleines Rahsegel gesetzt werden konnte.
Der Rumpf schloss im Heckbereich mit einem Heckspiegel, in den Galerien integriert waren, die in die seitlich angebrachten Seitengalerien mündeten. Diese waren aus Repräsentationsgründen durch zeitspeziefische Schnitzereien und Bildhauerarbeiten geschmückt. An der obersten Position des Heckspiegels befanden sich traditionell bis zu drei Hecklaternen. Die Beplankung des Schiffes war kraweel ausgeführt, das heißt, die Enden der Planken stießen stumpf aufeinander, so dass eine glatte Außenfläche entstand. Die Bewaffnung bestand aus 80 Kanonen.
|        | Unteres Batteriedeck | Oberes Batteriedeck | Backdeck      | Achterdeck     | Kanonen    |
| ------ | -------------------- | ------------------- | ------------- | -------------- | ---------- |
| Design | 26 × 24-Pfünder      | 28 × 12-Pfünder     | 6 × 6-Pfünder | 20 × 6-Pfünder | 80 Kanonen |

## Besatzung
Die Besatzung hatte eine Stärke von 490 Mann (Offiziere und Unteroffiziere bzw. Mannschaften).